# ماثياس فريدريكسن
ماثياس فريدريكسن (بالنرويجية البوكمول: Mathias Fredriksen)‏ هو لاعب كرة قدم نرويجي، ولد في 28 أبريل 1994 في بورشغرون في النرويج. لعب مع نادي أود ونادي ميوندالن.

## وصلات خارجية
- ماثياس فريدريكسن على موقع قاعدة بيانات كرة القدم.إي يو (الإنجليزية)